# Помилки його дружини
Помилки його дружини (англ. His Wife's Mistakes) — американська короткометражна кінокомедія Роско Арбакла 1916 року.

## У ролях
- Роско ’Товстун’ Арбакл — двірник
- Мінта Дарфі — місіс Стіл
- Аль Ст. Джон — хлопець з офіса
- Бетті Грей — телефоністка
- Вільям Джефферсон — містер Стіл
- Артур Ерл — Персі Довевінг
- Джо Бордо — офіціант